# Portal Tomb von Knockanyconor

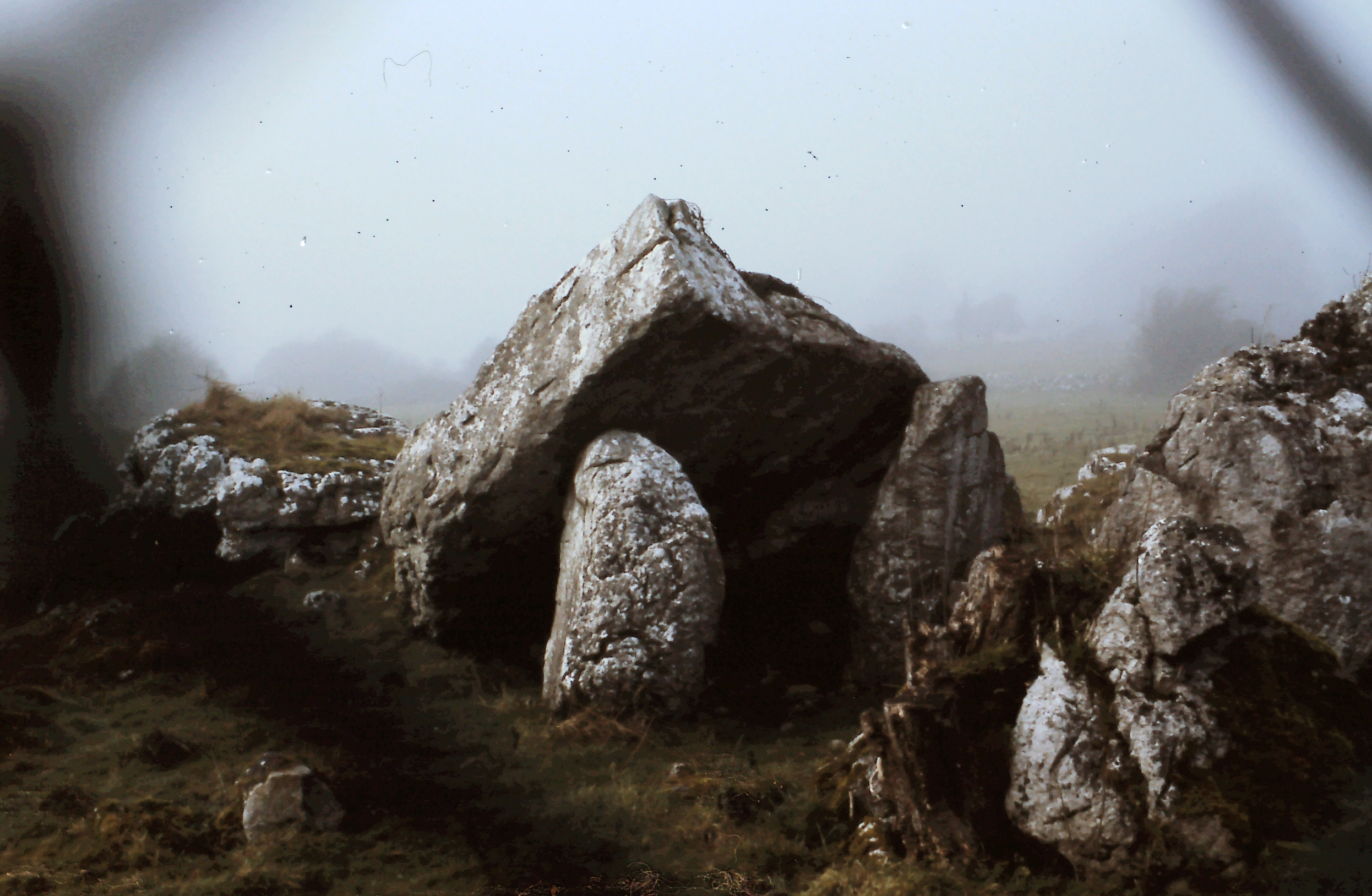
Portal Tomb von Knockanyconor

Das Portal Tomb von Knockanyconor (lokal als Nellie’s Rock bekannt) ist eine Megalithanlage vom Typ Portal Tomb. Es liegt nahe der Nationalstraße N61 beim Dorf Lecarrow (irisch An Leithcheathrú) im Townland Knockanyconor (irisch Cnocán Uí Chonchúir) im County Roscommon in Irland und wird auf der Ordnance-Survey-Karte (OS-Karte) als „Stones“ (Steine) bezeichnet.
Als Portal Tombs werden Megalithanlagen auf den Britischen Inseln bezeichnet, bei denen zwei gleich hohe, aufrecht stehende Steine die Vorderseite der Kammer bilden und mit einem teilweise gewaltigen Deckstein versehen sind.
Die etwa Ost-West orientierte Anlage stellt eine komplexe Struktur dar, die aus einem Felsaufschluss im Osten, dem Portal Tomb in der Mitte und einer Steinkiste im Westen besteht. Von der Steinkiste zum westlichen Ende des Feldes verläuft eine später hinzugefügte Feldmauer. Etwa 40 Meter westlich der Steinkiste und südlich von der Feldgrenze liegt eine runde konzentrische Steinmauer, die möglicherweise eine Hügeleinfassung darstellt. Das zusammengebrochene Portal Tomb hat einen großen Deckstein, der sich gegen zwei Portalsteine stützt.
Die Anlage wird „Nellie’s Rock“ genannt, weil während des 19. Jahrhunderts eine Frau mit einem Kind hier Zuflucht fand.